# Johanna I van Napels
Johanna I van Napels (circa 1326 - Muro Lucano, 12 mei 1382) was van 1343 tot aan haar dood koningin van Napels en gravin van Provence, van 1373 tot 1381 vorstin van Achaea en titelvoerend koningin van Jeruzalem en Sicilië. Ze behoorde tot het huis Anjou-Sicilië.

## Levensloop
Johanna was de oudste dochter van hertog Karel van Calabrië en Maria van Valois, dochter van graaf Karel van Valois. Haar vader was als zoon van koning Robert van Napels troonopvolger van Napels, maar stierf in 1328 nog voor zijn vader. In 1330 werd Johanna door haar grootvader tot diens erfopvolgster benoemd en in 1333 kreeg ze de titel van hertogin van Calabrië. Deze erfregeling was echter omstreden, omdat koning Karel I Robert van Hongarije zijn aanspraken op de Napolitaanse erfopvolging liet gelden. De vader van Karel Robert, Karel Martel van Anjou, was namelijk een oudere broer van Robert van Napels. Normaal gezien had Karel Robert na het overlijden van zijn grootvader koning Karel II van Napels in 1309 koning van Napels moeten worden, maar zijn oom Robert kon zich met de steun van de paus tot koning laten proclameren, terwijl de nog jonge Karel Robert zich in Hongarije bevond. Om het opkomende conflict te ontmijnen, werd Johanna op 28 september 1333 uitgehuwelijkt aan haar neef Andreas, een zoon van koning Karel I Robert van Hongarije. Een ander punt in het testament van Robert dat conflicten opleverde, was dat een regentenraad Napels moest besturen totdat Johanna de leeftijd van 25 jaar zou bereiken. Robert sloot hierbij alle andere leden uit het huis Anjou-Sicilië als regenten uit.  
Na het overlijden van haar grootvader werd Johanna in 1343 koningin van Napels en gravin van Provence. In 1344 huldigde ze als koningin van Napels paus Clemens VI, die de feodale leenheer van het koninkrijk was. De paus ging tegen de testamentaire bepalingen van Robert in door een eigen regent voor Johanna te benoemen, waardoor Roberts regentenraad werd verdrongen. Het koninklijk hof in Napels werd bovendien gedomineerd door de andere leden van het huis Anjou-Sicilië, die allemaal de Napolitaanse troon nastreefden. Al in 1343 huwde hertog Karel van Durazzo met Johanna's jongere zus Maria van Calabrië. Haar eigen huwelijk verliep heel ongelukkig, omdat haar echtgenoot Andreas tegen de wil van Johanna tot koning van Napels wilde gekroond worden. In 1345 besliste paus Clemens VI dat Andreas tot koning van Napels gekroond mocht worden en dat alle regeringsverantwoordelijkheden van het koninkrijk aan hem werden overgedragen. Voordat dit effectief gebeurde, werd Andreas in de nacht van 18 september 1345 in Aversa vermoord. Op Kerstmis van hetzelfde jaar baarde Johanna hun gezamenlijke zoon Karel Martel, die onmiddellijk tot hertog van Calabrië werd benoemd. 
Op 22 augustus 1347 huwde Johanna met haar tweede echtgenoot, vorst Lodewijk van Tarente, wiens vertrouweling Niccolò Acciaiuoli hoge functies vervulde aan het Napolitaanse hof. Kort daarna viel koning Lodewijk I van Hongarije, de broer van haar eerste echtgenoot Andreas, Napels binnen om de moord op zijn broer te wreken. In Benevento vocht Lodewijk van Tarente tegen de troepen van Lodewijk I van Hongarije, maar de Napolitaanse troepen werden verslagen. Johanna en haar echtgenoot vluchtten daarop naar de Provence. In januari 1348 arriveerde de Hongaarse koning in Aversa en kort daarna veroverde hij Napels, waar hij door de overige leden van het huis Anjou erkend werd als de nieuwe regent van het koninkrijk. Omdat Lodewijk van Hongarije het huis Anjou verantwoordelijk achtte voor de moord op zijn broer, liet hij Karel van Durazzo onthoofden en de rest van Johanna's neven in Hongarije gevangenzetten. Ondertussen verdedigde Johanna zich aan het pauselijk hof in Avignon tegen de beschuldigingen dat ze verantwoordelijk was voor de moord op haar eerste echtgenoot. Toen ze de stad Avignon aan paus Clemens VI verkocht, kreeg ze genade verleend. Hetzelfde jaar konden Johanna en Lodewijk van Tarente terugkeren naar Napels toen de Hongaren het koninkrijk wegens de Zwarte Dood ontvluchtten. In 1349 sloot ze vrede met Hongarije nadat ze 300.000 goudflorijnen had betaald. 
Hetzelfde jaar werd Johanna volwassen verklaard en kon ze zelfstandig beginnen regeren, hoewel de echte regeringsmacht in de handen van haar tweede echtgenoot Lodewijk en diens gunstelingen lag. In 1352 werd Lodewijk tot koning van Napels gekroond. In 1354 begonnen Johanna en Lodewijk met de steun van paus Innocentius VI een oorlog tegen koning Lodewijk van Sicilië, met de bedoeling om het eiland Sicilië te heroveren, dat het huis Anjou in 1282 had verloren aan de Siciliaanse Vespers. De Napolitaanse troepen konden het grootste deel van het eiland veroveren en in september 1356 werden Lodewijk en Johanna feestelijk ontvangen in Messina. Johanna verloor haar macht over Sicilië echter al snel omdat het land door verschillende huurtroepen overvallen werd en haar neven van het huis Anjou-Durazzo openlijk in opstand kwamen tegen haar. In 1355 werden Johanna en Lodewijk zelfs geëxcommuniceerd door paus Innocentius VI omdat ze hun jaarlijkse leenheergeld niet meer konden betalen. Met de ondersteuning van het koninkrijk Aragón begon koning Frederik III van Sicilië een tegenoffensief en in 1361 kon hij Messina heroveren. Johanna verloor niet alleen het koninkrijk Sicilië; door de overlijdens van haar echtgenoot Lodewijk van Tarente in 1362 en diens vertrouweling Niccolò Acciaiuoli in 1365 verzandde Napels in de anarchie. Johanna sloot met Frederik III van Sicilië het verdrag van Villeneuve, dat werd bekrachtigd op 31 maart 1373 te Aversa, waarbij Johanna zich tevreden moest stellen met de suzereiniteit over Sicilië.
Op 26 september 1363 huwde Johanna na de bemiddeling van paus Urbanus V met haar derde echtgenoot Jacobus IV van Majorca, de pretendent van het koninkrijk Majorca. Dit huwelijk leverde echter niet de verwenste stabiliteit op voor het koninkrijk Napels, aangezien Jacobus tegen de wil van Johanna een sterkere machtsdeelname eiste. Jacobus verliet hierdoor Napels al snel en in 1375 stierf hij in Castilië. In die periode werd Johanna verliefd op Karl Ulffson, de zoon van haar vriendin Birgitta van Zweden. Johanna wilde hoe dan ook huwen met Karl, hoewel hij in Zweden leefde en gehuwd was. Birgitta kon Johanna niet op andere gedachten brengen, maar het probleem loste zich op met het overlijden van Karl Ulfsson in februari 1372.
Op 25 september 1376 huwde ze met haar vierde echtgenoot Otto van Brunswijk-Grubenhagen, die vorst van Tarente was. De volgende jaren lukte het Johanna om de openbare orde en de vrede in haar koninkrijk te herstellen en in 1377 ondersteunde ze de terugkeer van de paus van Avignon naar Rome. Van 1373 tot 1381 was ze bovendien vorstin van Achaea.
In 1378 overleed paus Gregorius XI, waarna een dubbele pausverkiezing het Westers Schisma veroorzaakte. Aanvankelijk steunde ze paus Urbanus VI, waarna ze zich tot tegenpaus Clemens VII wendde. Hierdoor werd ze in 1380 door paus Urbanus VI afgezet verklaard als koningin van Napels. Urbanus bood vervolgens de Napolitaanse kroon aan Karel III van Durazzo aan, die na de dood van zijn vader Lodewijk van Durazzo onder bijzondere bescherming opgevoed werd door Johanna. Toen Johanna in 1365 met pretendent Jacobus IV van Majorca was gehuwd, trok Karel naar het hof van koning Lodewijk I van Hongarije en was hij voortaan een tegenstander van haar. Na het overlijden van vorst Filips II van Tarente in 1374 was Karel de belangrijkste erfgenaam van Johanna. Dit probeerde ze te voorkomen door in juni 1380 hertog Lodewijk I van Anjou, een broer van koning Karel V van Frankrijk, te adopteren en tot erfopvolger te benoemen. Karel III van Durazzo viel vervolgens het koninkrijk Napels aan en versloeg op 24 juni 1381 Johanna's echtgenoot Otto van Brunswijk-Grubenhagen in de Slag bij Anagni. Op 16 juli 1381 nam Karel III Napels in, waarna hij tot koning van Napels werd uitgeroepen.
In september 1381 werd Johanna in het Castel dell'Ovo gevangengenomen, waarna ze werd overgebracht naar het kasteel van Muro Lucano. Op 12 mei 1382 werd Johanna er vermoord: ofwel werd ze gewurgd, ofwel verstikt. Ze werd bijgezet in de Santa Chiarabasiliek van Napels. Haar adoptiezoon Lodewijk I van Anjou verscheen in 1384 in Italië om Napels te heroveren, maar hij stierf in Bari nog voor hij Napels kon bereiken.

## Nakomelingen
Johanna en haar eerste echtgenoot Andreas kregen een zoon: 
- Karel Martel (1345-1348), hertog van Calabrië; deze stierf aan het Hongaarse hof van zijn oom aan vaderszijde, Lodewijk I, tijdens diens Napolitaanse campagne.

Johanna en haar tweede echtgenoot Lodewijk kregen twee dochters:
- Catharina (1348), jong gestorven
- Francisca (1350-1352)